# (14324) 1979 MK6
(14324) 1979 MK6 (1979 MK6, 1980 WG5) — астероїд головного поясу, відкритий 25 червня 1979 року.
Тіссеранів параметр щодо Юпітера — 3.362.